# Arroyo Colorado, Oaxaca
Arroyo Colorado är en ort i Mexiko.   Den ligger i kommunen San Juan Bautista Valle Nacional och delstaten Oaxaca, i den sydöstra delen av landet, 300 km sydost om huvudstaden Mexico City. Arroyo Colorado ligger 126 meter över havet och antalet invånare är 267.
Terrängen runt Arroyo Colorado är huvudsakligen kuperad, men norrut är den bergig. Arroyo Colorado ligger nere i en dal. Runt Arroyo Colorado är det ganska glesbefolkat, med 47 invånare per kvadratkilometer. Närmaste större samhälle är San Juan Bautista Valle Nacional, 3,7 km öster om Arroyo Colorado. I omgivningarna runt Arroyo Colorado växer i huvudsak städsegrön lövskog.